# Klára Ulrichová
Klára Ulrichová (* 14. Mai 2004 in Valašské Meziříčí) ist eine tschechische Skispringerin.

## Werdegang
Ulrichová, die für TJ Dukla Frenštát pod Radhoštěm startet, gab ihr internationales Debüt bei einem FIS-Jugend-Springen am 30. Juli 2016 in Hinterzarten. Im Sommer 2018 trat sie regelmäßig bei Wettkämpfen des FIS Cups und des Skisprung-Alpencups an.
Anfang Juli 2019 belegte Ulrichová beim Sommerauftakt des FIS Cups in Szczyrk den sechsten Platz. Dies stellte der Beginn eines guten Sommers für die Tschechin dar. Bei ihrem Debüt im Continental Cup am 8. August in Szczyrk gewann sie als Achte direkt ihre ersten Continental-Cup-Punkte. Ebenso erreichte sie bei ihrem ersten Start im Grand Prix im heimischen Frenštát pod Radhoštěm den zweiten Durchgang und holte dabei ihre ersten fünf Punkte. Ende August belegte sie von der Trambulina Valea Cărbunării in Râșnov den zweiten Rang hinter Štěpánka Ptáčková beim FIS-Carpath-Cup. Bei den Olympischen Jugend-Winterspielen 2020 in Lausanne belegte Ulrichová den achten Rang beim Einzelspringen von der Les-Tuffes-Normalschanze. Bei den Nordischen Junioren-Skiweltmeisterschaften 2020 in Oberwiesenthal wurde sie im Einzelspringen 28. Im Mannschaftswettbewerb wurde sie mit der tschechischen Mannschaft Neunte und im Mixed-Wettbewerb Zehnte. Ulrichová gewann die Gesamtwertung des FIS Cups 2019/20. Am Weltcup-Wochenende im Februar 2020 in Ljubno wurde Ulrichová erstmals ins Weltcup-Team berufen. Gemeinsam mit Zdeňka Pešatová, Karolína Indráčková und Štěpánka Ptáčková belegte sie beim Teamspringen den siebten Rang. Bei den tschechischen Meisterschaften in Frenštát pod Radhoštěm im September 2020 gewann Ulrichová ihren ersten Meistertitel.
Bei den Nordischen Junioren-Skiweltmeisterschaften 2021 im finnischen Lahti wurde sie im Einzelspringen Sechste. Bei den Weltmeisterschaften 2021 in Oberstdorf wurde sie mit dem tschechischen Mixed-Team und der Frauenmannschaft jeweils Achte. Im Einzelwettbewerb von der Großschanze wurde sie 36.
Bei den Olympischen Winterspielen 2022 in Peking wurde sie im Einzelwettbewerb von der Normalschanze 33. und mit dem tschechischen Mixed-Team Siebte. Bei den Nordischen Junioren-Skiweltmeisterschaften 2022 im polnischen Zakopane wurde sie im Einzelspringen 14., während sie im Mixed-Teamwettbewerb mit der tschechischen Staffel Siebte wurde.

## Statistik

### Weltcup-Platzierungen
| Saison  | Platz | Punkte |
| ------- | ----- | ------ |
| 2020/21 | 38.   | 34     |
| 2021/22 | 53.   | 04     |

### Grand-Prix-Platzierungen
| Saison | Platz | Punkte |
| ------ | ----- | ------ |
| 2019   | 42.   | 05     |
| 2020   | 15.   | 16     |
| 2021   | 21.   | 76     |
| 2022   | 21.   | 58     |

### Continental-Cup-Platzierungen
| Saison  | Sommer | Sommer | Winter | Winter | Gesamt | Gesamt |
| Saison  | Platz  | Punkte | Platz  | Punkte | Platz  | Punkte |
| ------- | ------ | ------ | ------ | ------ | ------ | ------ |
| 2019/20 | 38.    | 48     | –      | –      | 60.    | 48     |
| 2021/22 | –      | –      | –      | –      | 73.    | 31     |